# Fadrique de Castilla
Fadrique de Castilla (Guadalajara, 1223-Castillo de Burgos, abril de 1277) fue un infante de Castilla e hijo del rey Fernando III de Castilla y de su primera esposa, la reina Beatriz de Suabia. Fue ejecutado en 1277 en el castillo de la ciudad de Burgos por orden de su hermano, el rey Alfonso X.

## Orígenes familiares
Hijo de Fernando III, rey de Castilla, y de su primera esposa, la reina Beatriz de Suabia, era nieto por parte paterna del rey Alfonso IX de León y de su segunda esposa, la reina Berenguela, reina de Castilla, que renunció al trono que había recibido tras la muerte de su hermano, Enrique I de Castilla, siendo ambos hermanos hijos del rey Alfonso VIII de Castilla. Por parte materna era nieto de Felipe de Suabia, rey de Romanos y duque de Suabia, y de Irene Ángelo, hija de Isaac II Ángelo, emperador del Imperio romano de Oriente. Fueron sus hermanos, entre otros, Alfonso X, Enrique de Castilla el Senador, y Manuel de Castilla, padre de don Juan Manuel. 

## Biografía

### Primeras actuaciones y estancia en el Imperio (1225-1245)
El infante Fadrique nació en 1225, siendo el segundo hijo varón del rey Fernando III de Castilla. Desde el primer momento participó junto a su padre Fernando III y sus hermanos en la empresa de la Reconquista. 
En 1235 falleció su madre, la reina Beatriz de Suabia. En 1240 el infante Fadrique fue enviado por su padre a la corte de Federico II Hohenstaufen, emperador del Sacro Imperio Romano Germánico, con el propósito de que el infante recibiera la herencia de su madre, la reina Beatriz de Suabia, prima del emperador Federico II, que había fallecido cinco años atrás, consistente en diversas posesiones en el Imperio y en el ducado de Suabia. No obstante, los historiadores se han planteado las razones que llevaron a Fernando III a retrasar el viaje de su hijo al Imperio hasta el año 1240, a pesar de que ya tenía intención de hacerlo en el año 1239, según consta en dos cartas enviadas por Fernando III al Papa Gregorio IX, en las que el monarca transmitía al Pontífice su propósito de enviar al infante Fadrique al Imperio a fin de que recibiese la herencia materna, al tiempo que le suplicaba que protegiese los derechos de su hijo en caso de que el emperador se negase a entregarle los bienes reclamados. En dichas cartas, Fernando III ofreció su cooperación al Papa Gregorio IX, a fin de que este último resolviera sus diferencias con el emperador Federico II Hohenstaufen.
En 1240 el infante Fadrique de Castilla emprendió el viaje hacia el Imperio, acompañado entre otros por Guillermo, abad del monasterio de San Benito de Sahagún, quien era portador de una carta dirigida por la reina Berenguela de Castilla, abuela del infante Fadrique, al Papa Gregorio IX. El abad Guillermo, que se dirigió a la ciudad de Roma, fue nombrado cardenal después de una rápida promoción en la curia pontificia. 
A principios de 1240 el infante Fadrique fue recibido por el emperador Federico II Hohenstaufen en la ciudad italiana de Foggia, donde se hallaba en esos momentos la Corte imperial, y en el mes de abril de 1240, el emperador agradeció a Fernando III el Santo en una carta que hubiese enviado a su hijo a su Corte, demostrando con ello que las relaciones entre ambos países no habían sufrido menoscabo alguno tras la defunción de la reina Beatriz de Suabia, a pesar de que el Papa había excomulgado al Emperador. Mas, a pesar de dicha excomunión, ni Fernando III ni Luis IX de Francia rompieron sus relaciones con el emperador alemán, y ambos monarcas intercedieron por el soberano excomulgado ante el Papa.

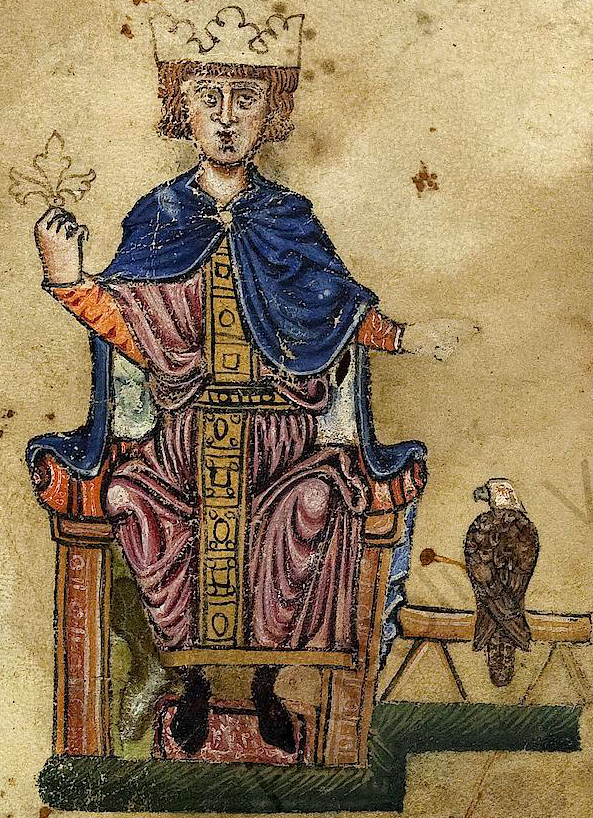
Miniatura medieval que representa a Federico II Hohenstaufen, emperador del Sacro Imperio Romano Germánico.

En sus cartas al Papa, Fernando III manifestó que el propósito del viaje del infante Fadrique era la reclamación de los bienes que constituían su herencia materna, aunque no existe constancia de que tras su llegada al Imperio al infante le fuera entregada propiedad alguna, lo que ha llevado a los historiadores a plantearse el motivo de su estancia en la corte imperial, sin conseguir que sus reclamaciones fueran atendidas, durante cinco años, aunque se ha considerado que el infante pretendía ganarse el afecto del emperador, con la esperanza de que éste recompensase su fidelidad con la entrega de algún feudo, puesto que Federico II no manifestó la intención de entregarle los bienes de su madre. No obstante, también se considera que la reclamación de los bienes que pertenecieron a Beatriz de Suabia fue la excusa utilizada por el infante para permanecer en la Corte al lado de su tío. Durante su estancia en el Imperio, el infante Fadrique completó su educación en la Corte de su familia materna, y aparece confirmando como testigo en varios privilegios entre agosto de 1240 y junio de 1245, mientras acompañaba al emperador en su lucha contra las ciudades lombardas y contra el Papado.
En el mes de junio de 1245 el infante Fadrique estuvo presente en la reunión convocada en la ciudad de Verona por el emperador Federico II Hohenstaufen, con el propósito de contrarrestar las disposiciones del Primer Concilio de Lyon, convocado por el Papa Inocencio IV con el propósito de deponerlo. Poco después de la reunión de Verona, y mientras Federico II se dirigía a Turín después de haber estado en Cremona, el infante Fadrique de Castilla abandonó la Corte imperial y se dirigió a la ciudad de Milán, enemiga de su tío el emperador. Los historiadores discrepan sobre las razones que pudieron mover al infante Fadrique a abandonar la Corte de su tío y trasladarse a Milán, pues mientras que unos argumentan que la causa fue el temor de continuar militando en el bando del emperador, excomulgado y depuesto por el Papa Inocencio IV, otros sostienen que pudo haber sido el deseo del infante de regresar al reino de Castilla, a fin de tomar parte en la Reconquista, y otros argumentan que deseó luchar al lado del Papa contra su tío el emperador.
En el mes de julio de 1245, y poco después del abandono del infante Fadrique, el emperador Federico II Hohenstaufen manifestó su descontento a su padre, Fernando III de Castilla, calificando el comportamiento del infante de ingrato y traicionero, al tiempo que comunicaba al monarca castellano-leonés que, en caso de que dudase de la veracidad de los hechos que le transmitía, interrogase a los portadores de la carta, pues eran antiguos compañeros del infante.
Consta en los documentos que a finales de 1245 el infante Fadrique había regresado a la Corona de Castilla, aunque se desconocen sus actividades tras su salida de la Corte del emperador. Cuando se inició el asedio de Jaén, en 1245, el infante Fadrique fue convocado junto a sus dos hermanos, los infantes Alfonso y Enrique, por su padre Fernando III el Santo, a fin de que participasen. La ciudad de Jaén capituló al año siguiente.
En el repartimiento de Sevilla, y a diferencia de su hermano el infante Enrique de Castilla, el infante Fadrique recibió numerosas propiedades, lo que ha sido interpretado por algunos historiadores como una pretendida compensación por la renuncia a sus supuestos derechos sobre el ducado de Suabia. Entre los bienes que recibió se contaban, además de los palacios que ya ocupaba en la ciudad de Sevilla, en la zona llamada de la "Abadía", donde Fernando III había concedido extensas propiedades a las órdenes de Calatrava y de San Juan de Jerusalén, y que el infante remodeló, numerosas villas y alquerías repartidas por toda la actual provincia de Sevilla. De los palacios que poseyó en la ciudad se conservan en la actualidad, además de la Torre de don Fadrique, otros restos incorporados al clausurado convento de Santa Clara de Sevilla.
Algunos autores han señalado la posibilidad de que el infante Fadrique tomase parte en la revuelta que su hermano, el infante Enrique de Castilla y Lope Díaz III de Haro, señor de Vizcaya, entre otros, protagonizaron contra Alfonso X en 1255, y que concluyó con la derrota de las tropas del infante Enrique en una batalla librada en las cercanías del municipio sevillano de Lebrija, siendo vencidas por las tropas reales a las órdenes de Nuño González de Lara el Bueno, señor de la Casa de Lara, y de Rodrigo Alfonso de León, hijo ilegítimo del rey Alfonso IX de León. 
En 1257 fue candidato a la mano de la princesa Cristina de Noruega, hija del rey Haakon IV de Noruega, junto con su hermano el infante Felipe de Castilla, que había abandonado la carrera eclesiástica, a pesar de la inicial oposición de Alfonso X el Sabio. Los embajadores noruegos relataron que la princesa Cristina rechazó al infante Fadrique a causa de una cicatriz que tenía en el labio, producida en un accidente venatorio, la cual le afeaba mucho el rostro. No obstante, Manuel González Jiménez señaló en su obra Alfonso X el Sabio que fue el propio Alfonso X, como confesó el propio rey en un documento de 1273, quien decidió que la princesa escandinava contrajese matrimonio con el infante Felipe de Castilla.

### Estancias en Túnez e Italia y regreso al reino de Castilla
En algún momento comprendido entre mayo y julio de 1260, y debido a su descontento con su hermano Alfonso X el Sabio, el infante Fadrique de Castilla abandonó la corona de Castilla.  Es probable que su salida fuera ocultada a Alfonso X, o que se realizara en contra de la voluntad de éste, puesto que a los pocos meses de la partida del infante Fadrique, su hermano el rey comenzó a disponer de sus bienes.
Después de abandonar la Corona de Castilla, el infante Fadrique se unió al infante Enrique, su hermano, quien en esos momentos servía como mercenario al rey de Túnez, y el infante Fadrique, junto con sus hombres, permaneció al servicio del mismo rey durante varios años. Posteriormente se dirigió a Italia y entró al servicio del rey Manfredo de Sicilia, hijo ilegítimo del emperador Federico II Hohenstaufen, y luchó a su lado en la batalla de Benevento, en la que las tropas del rey Manfredo fueron derrotadas por las de Carlos I de Anjou. Existe controversia entre los historiadores sobre los motivos que llevaron al infante Fadrique de Castilla a militar en el bando del rey Manfredo de Sicilia, pues mientras que algunos señalan que lo hizo por ser partidario de la dinastía Staufen, otros argumentan que su actuación se limitó a la de un jefe de mercenarios con ánimo de lucro.

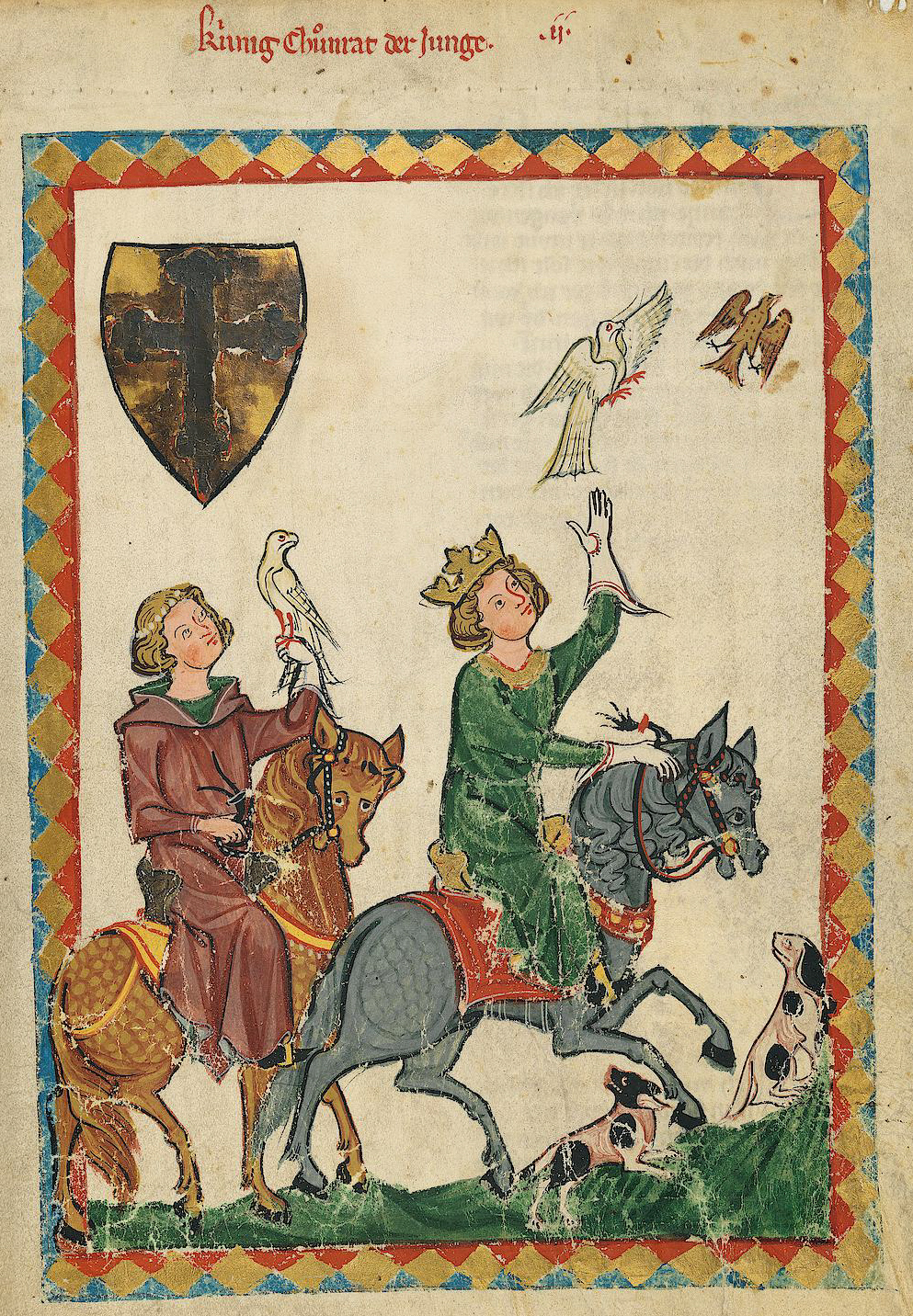
Miniatura medieval que representa al rey Conradino de Hohenstaufen, hijo del rey Conrado IV y nieto del emperador Federico II Hohenstaufen.

Después de la derrota de Manfredo de Sicilia en la batalla de Benevento, el infante Fadrique regresó a Túnez y continuó sirviendo a su rey. A principios de 1267, un emisario que actuaba en nombre de Conradino de Hohenstaufen, hijo del rey Conrado IV y nieto del emperador Federico II Hohenstaufen, se trasladó a Túnez con el propósito de solicitar el apoyo del rey de Túnez para Conradino de Hohenstaufen, que deseaba conquistar el reino de Sicilia y, debido a dicha solicitud, el infante Fadrique, junto con un grupo de hombres a sus órdenes, se dirigió a Italia y pasó a servir a Conradino de Hohenstaufen, pariente lejano suyo, pues era nieto de su tío, el emperador Federico II Hohenstaufen. No obstante, algunos historiadores consideran que el verdadero promotor del viaje del infante Fadrique a Italia no fue Conradino de Hohenstaufen, sino el hermano del infante, Enrique de Castilla el Senador, que había sido nombrado recientemente senador de Roma, y que según esta versión habría enviado emisarios a la Corte tunecina a fin de que su hermano se uniese a él y ayudase junto con sus tropas a Conradino de Hohenstaufen a conquistar Sicilia.
Tras la derrota, y posterior ejecución, de Conradino de Hohenstaufen en la batalla de Tagliacozzo, librada el 23 de agosto de 1268, el infante Fadrique se fue a Sicilia en compañía de Federico Lancia, aunque les forzaron a rendirse y a entregarse en Girgenti en 1269. Sin embargo, consiguieron escapar y se dirigieron a Túnez, pues prefirieron escapar a tierras musulmanas antes que ser encarcelados. Una vez en Túnez, el infante Fadrique y sus compañeros gibelinos lucharon junto a los tunecinos contra los soldados de la Octava Cruzada, dirigidos por el rey Luis IX de Francia. Poco después, y como consecuencia de las negociaciones mantenidas entre Carlos I de Anjou, rey de Sicilia, y el rey de Túnez, el infante Fadrique y sus compañeros gibelinos se vieron obligados a abandonar Túnez, pues el monarca siciliano presionó al rey de Túnez para que expulsase a los gibelinos que se habían refugiado en su reino.
A finales de 1271 regresó a la corona de Castilla y se reconcilió con su hermano el rey. Alfonso X le devolvió las villas sevillanas de Brenes y Albaida del Aljarafe, que habían pertenecido en el pasado al infante Fadrique, y le encomendó la gobernación de Ciudad Real, lo cual, en cierto modo, supuso una especie de destierro o alejamiento de la Corte.
Durante la revuelta nobiliaria de 1272-1273 contra Alfonso X, que se hallaba encabezada por el infante Felipe de Castilla y por Nuño González de Lara el Bueno, señor de la Casa de Lara, el infante Fadrique se mostró partidario, al igual que su yerno, Simón Ruiz de los Cameros, señor de los Cameros, de negociar con los nobles sublevados contra el rey y acceder a sus demandas, aunque el infante no tomó parte en la sublevación.
Las ausencias, documentadas, del infante Fadrique y de su yerno, Simón Ruiz de los Cameros, en las Cortes de Burgos de 1274, en las que Alfonso X solicitó recursos para proseguir el fecho del Imperio, llamaron la atención en la época. En las Cortes de Burgos de 1276, el infante Fadrique, apoyado por los principales magnates del reino, solicitó a su hermano Alfonso X que el infante Sancho, hijo mayor de Alfonso X, fuese proclamado heredero de forma oficial, en detrimento de Alfonso de la Cerda, hijo primogénito del infante Fernando de la Cerda, y nieto de Alfonso X, quien había fallecido en Ciudad Real en 1275. Aunque posteriormente cambió de opinión, Alfonso X se negó a conceder en ese momento al infante Sancho el título de heredero del trono.

### Ejecución del infante Fadrique

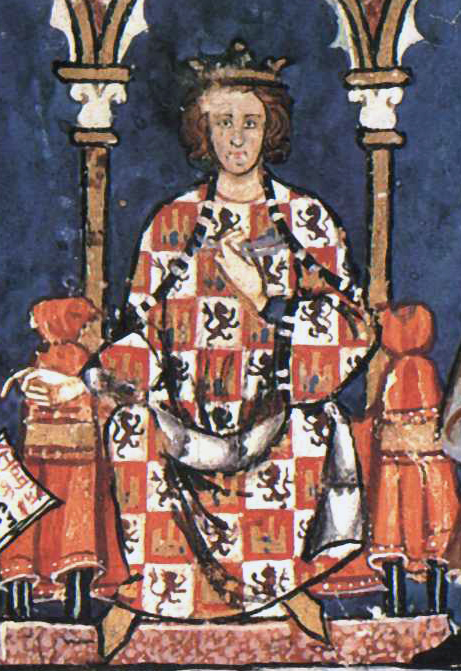
Retrato medieval de Alfonso X, rey de Castilla. El monarca ordenó la ejecución de su hermano, el infante Fadrique de Castilla, en 1277.

En junio de 1277, la situación general del reino era precaria, pues a las desavenencias en el seno de la familia real, ocasionadas por la muerte del infante Fernando de la Cerda, se unía la enfermedad del rey Alfonso X, que sufría continuos ataques de cólera, debido a sus problemas de salud. En ese contexto se produjo la ejecución del infante Fadrique de Castilla, y la de su yerno, Simón Ruiz de los Cameros, por orden de Alfonso X. 
A raíz de una conspiración existente, y por la que, según una versión de los hechos, los conspiradores se proponían declarar a Alfonso X el Sabio incapacitado para gobernar y sustituirle en el gobierno del reino por su hijo, el infante Sancho, el rey ordenó el apresamiento del infante Fadrique y el de su yerno, el señor de los Cameros. Este último fue quemado en la hoguera en el municipio burgalés de Treviño por orden del infante Sancho, quien obedeció las órdenes recibidas de su padre. 
Al mismo tiempo que su yerno era quemado en la hoguera, el infante Fadrique de Castilla, según una de las versiones, fue encerrado en el Castillo de Burgos y colocado dentro de un arca con hierros puntiagudos, donde murió. No obstante, otra versión de los hechos difiere de la anterior y señala que el hijo de Fernando III fue ahogado o asfixiado por engarrote, es decir, agarrotado, la primera referencia escrita de lo que vendría a ser el ajusticiamiento por garrote ordinario o vil siglos más tarde. La Crónica de Alfonso X describe del siguiente modo la ejecución del infante Fadrique de Castilla:

E porque el rey sopo algunas cosas del infante Fadrique, su hermano, e de don Ximón Ruyz de los Cameros, el rey mandó al infante Don Sancho que fuese a prender a Don Ximón Ruyz de los Cameros et quel fiziese luego matar. Et don Sancho salió luego de Burgos e fue a Logronno e falló allí a Don Ximón Ruyz et prísol. Et ese mismo día que lo prisieron, priso Diego López de Salcedo en Burgos a Don Fadrique por mandado del rey. E don Sancho fue a Treuinno e mandó quemar allí a don Ximón Ruyz. Et el rey mandó afogar a don Fadrique.

En el texto anterior no se mencionan cuáles fueron las causas que impulsaron a Alfonso X a condenar a muerte a su hermano y al yerno de éste. La versión que proporcionan los Anales del reinado de Alfonso X, posteriores a la Crónica de Alfonso X, es la siguiente:

"Era de mill e trezientos e diez e seis eños, el ynfante don Sancho, fijo del rey don Alfonso e heredero, presó a don Ximón Ruiz de los Cameros en Logroño por mandado del rey su padre. E en este año presó el rey don Alfonso a don Fadrique, su hermano, en Burgos, e mandólo le meter en el castillo e meterlo en vna arca que estaba llena de fierros agudos e allí murió."

El historiador Antonio Ballesteros Beretta expuso en su obra Alfonso X el Sabio que la conjura que ocasionó la muerte del infante Fadrique y la de su yerno, fue una conjura "a favor de don Sancho, sin don Sancho", afirmación rebatida por el medievalista Manuel González Giménez, que sostiene que dicha teoría presenta un fallo, pues en su opinión, o bien el infante Sancho desconocía la conjura, o bien era un cínico, pues no tuvo inconveniente en cumplir la orden de su padre de prender y ejecutar al señor de los Cameros en Treviño.
El historiador Manuel González Jiménez, en su obra Alfonso X el Sabio, aduce otras razones que pudieron motivar la condena a muerte del infante Fadrique. En opinión de dicho historiador, debido a la inestabilidad existente en el reino, a las dudas de su hermano el rey en designar heredero al infante Sancho, y a la impopularidad de Alfonso X, ocasionada por sus desaciertos políticos y sus ataques de cólera, el infante Fadrique habría intentado dar un golpe de Estado y ser proclamado regente del reino hasta que el infante Sancho alcanzase la edad designada en las Partidas para poder ser proclamado rey. De ser cierta dicha teoría, ello justificaría la reacción del rey, pues el delito de alta traición llevaba aparejada consigo la confiscación de bienes y la pena de muerte, entre las que se incluía la muerte por ahogamiento del individuo, la cual le fue aplicada, según refiere la Crónica de Alfonso X, al infante Fadrique de Castilla. Al mismo tiempo, dicho historiador sostiene, al igual que lo hicieron el Marqués de Mondéjar y Antonio Ballesteros, que en la conjura encabezada por el infante Fadrique y por su yerno tomaron parte, entre otros, Lope Díaz III de Haro, señor de Vizcaya, y su hermano, Diego López de Haro, junto a Ramiro Díaz, Pedro Álvarez de las Asturias, Nuño González de Lara, Fernando Rodríguez de Castro y Fernán Ruiz de Saldaña, aunque afirma que es dudosa la participación de Nuño González de Lara y León, pues se hallaba exiliado en Francia junto con su hermano desde 1276.
Otra teoría manifiesta, apoyándose en la cantiga 235, compuesta por Alfonso X, que el infante Fadrique y su yerno Simón Ruiz de los Cameros fueron ajusticiados por haber cometido el "pecado nefando", es decir, por haber mantenido relaciones homosexuales, acción que en aquella época estaba penada con la muerte. Tal teoría se basa en los rumores, recogidos por el marqués de Mondéjar, de que el infante Fadrique y su yerno, durante su estancia en Túnez, habían adquirido las costumbres de los musulmanes, diferenciándose «muy poco de ellos en sus tratos y vidas escandalosas», refiriéndose con ello a la homosexualidad existente, aunque no tolerada oficialmente, en el mundo musulmán, pues estaba prohibida por el Corán. Los versos de la Cantiga 235 que justifican tal teoría, propuesta por el profesor Kinkade, hacen referencia a una conjura en la que participaron dos ricoshombres:

Hua vez dos ricos-omes / que segundo eu sei,
se juraron contra ele / todos que non fosse Rey [vv. 21-22]

Ca os mais dos ricos-omes / se juraron, por com´eu
sei, por deitarem do reyno / e que ficasse por seu,
que xo entre ssi partissen [vv. 60-63]

E ben com'arde estadal
ardeu a carne daqueles / que non querían moller Cfr. 73 y 75.

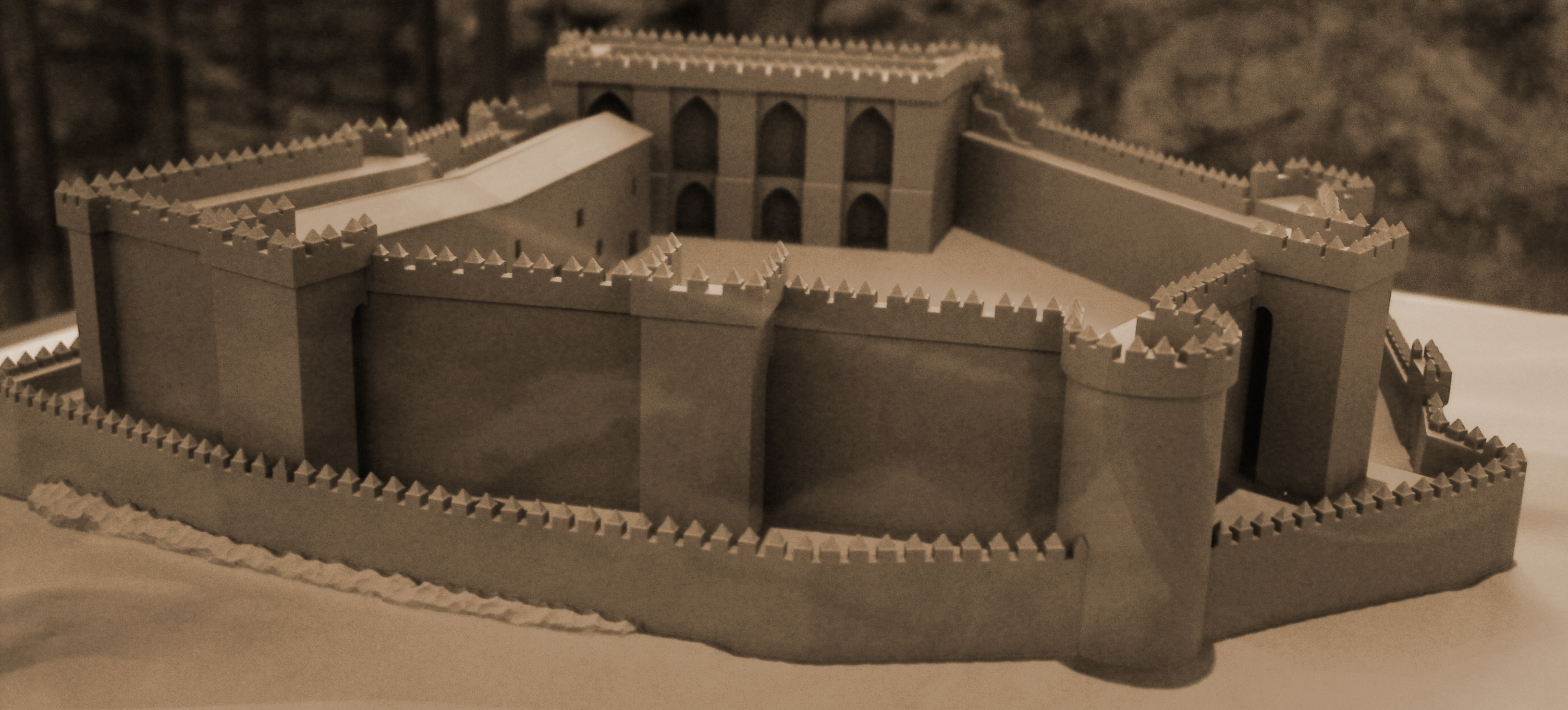
Maqueta del Castillo de Burgos. En él fue encerrado y ejectutado, según refieren los Anales de Alfonso X el Sabio, el infante Fadrique de Castilla, hijo de Fernando III de Castilla.

A pesar de que existen ciertas similitudes entre los hechos referidos en la cantiga 235 y la ejecución del infante Fadrique y de su yerno, el establecimiento de una analogía entre ambos hechos supondría ignorar, en opinión de algunos historiadores, que el infante Fadrique, según refieren las crónicas de la época, no fue quemado vivo, sino ahogado, y supondría también ignorar que no existen pruebas que avalen la supuesta homosexualidad del infante Fadrique o la de su yerno.
Jesús Montoya Martínez, en su obra Composición, estructura y contenido del cancionero marial de Alfonso X, señaló por una parte que en los versos de la Cantiga 235 no se alude a la conjura que ocasionó el ajusticiamiento del infante Fadrique, sino a la revuelta nobiliaria de 1272, que estuvo protagonizada por el infante Felipe de Castilla, hermano del infante Fadrique, y por Nuño González de Lara el Bueno y, por otra parte, que los dos ricoshombres mencionados en los versos de la cantiga 235 fueron condenados a la hoguera por ser simpatizantes de la herejía cátara o albigense. Por otra parte, Joseph O'Callaghan, partidario de la teoría del profesor Kinkade, señaló que: «en realidad no sabemos qué sucedió».
También ha sido sugerida la posibilidad de que don Fadrique mantuviera una relación ilícita con la reina doña Violante.

## Sepultura

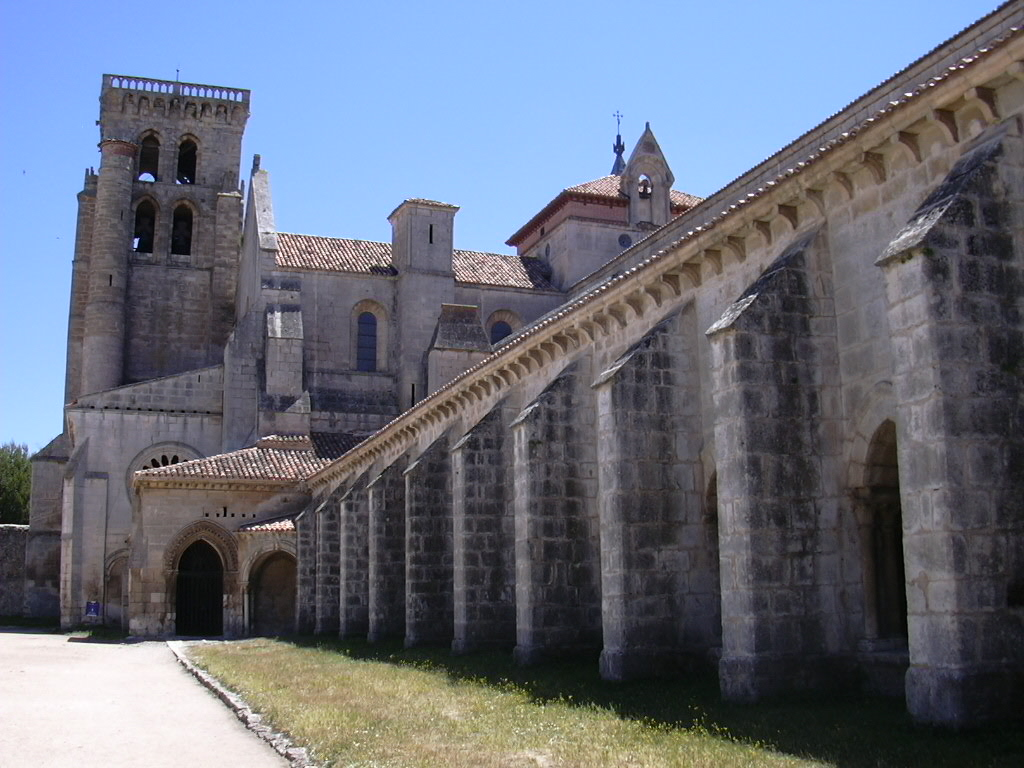
Monasterio de las Huelgas de Burgos.

Algunas fuentes señalan que, tras la muerte del infante Fadrique de Castilla, su cuerpo fue arrojado a un lugar indigno, lo que ha llevado a algunos historiadores a suponer que pudo ser arrojado a un estercolero o a una letrina. Algunos años después, en 1282, su sobrino Sancho IV, rey de Castilla tras la defunción de su padre, ordenó que el cadáver de su tío el infante Fadrique recibiera sepultura en el convento de la Santísima Trinidad de Burgos, actualmente desaparecido. El convento de la Trinidad de Burgos fue demolido a comienzos del siglo XIX y es posible que el sepulcro desapareciese junto con él o, tal vez, que el sepulcro del infante Fadrique hubiese sido destruido anteriormente.
Algunas fuentes señalan que después de haber recibido sepultura en el convento de la Santísima Trinidad de Burgos, hecho en el que coinciden todas las fuentes de la época, los restos del infante Fadrique, por orden de la esposa del infante o bien de su hija, Beatriz Fadrique de Castilla, que falleció en 1277, fueron trasladados al convento de San Francisco de Salamanca, donde estuvieron provisionalmente sepultados los restos de su tío Alfonso de Molina, hijo de Alfonso IX de León y hermano de Fernando III, y que posteriormente fueron trasladados al Castillo de Calatrava la Nueva, sede de la Orden de Calatrava. El infante Fadrique había sido benefactor del monasterio de San Francisco de Salamanca y, en el año 1617, en el transcurso de unas obras para remodelar el altar mayor de la iglesia del monasterio, aparecieron varios sepulcros. En uno de ellos se hallaba el cadáver de un hombre, que fue identificado como el infante Fadrique, y reposaba junto a los restos de un niño, mientras que en otro que apareció a su lado se encontraban los restos de una mujer, que fue identificada como la esposa del infante, y yacía junto a los restos de una niña. Al lado de ambos sepulcros aparecieron otros dos que contenían los restos de dos individuos, portando sendos bastones, y ambos fueron identificados por los descubridores como caballeros que corrieron la misma suerte que el infante Fadrique. El convento de San Francisco de Salamanca fue destruido en el siglo XIX y nada ha quedado en pie de sus edificaciones, excepto parte de la iglesia del monasterio, que sí ha subsistido.
No obstante todo lo anterior, algunas fuentes señalan que tras la demolición del convento de la Santísima Trinidad de Burgos, llevada a cabo en el siglo XIX, los restos del infante Fadrique de Castilla fueron trasladados al monasterio de las Huelgas de Burgos. Entre los sepulcros situados en el pórtico del monasterio de las Huelgas de Burgos, se encuentra uno que fue adjudicado al infante Fadrique, por hallarse decorado dicho sepulcro con unas armas semejantes a las usadas por el infante en una etapa de su vida. En dicho sepulcro yacen los restos de un hombre, ataviado con unas ropas que rivalizan en calidad con la de los reyes allí sepultados, según afirmó Manuel Gómez-Moreno en su obra El panteón real de las Huelgas de Burgos, aunque, a pesar de ello, dicho autor niega que el sepulcro o los restos en él depositados correspondan al infante Fadrique de Castilla. El mismo sepulcro fue también atribuido en el pasado al infante Juan de Castilla el de Tarifa, hijo de Alfonso X el Sabio, que se encuentra sepultado en el presbiterio de la Catedral de Burgos.

## Matrimonios y descendencia
El infante Fadrique contrajo matrimonio, durante uno de sus viajes a Italia, con Beatriz de Malespina, hija de los marqueses de Malespina, miembros de la nobleza italiana, aunque algunas fuentes señalan que fue hija del segundo matrimonio del infante con Catalina Dukas, única hija de Nicéforo I Comneno Ducas, déspota de Epiro, y de su primera mujer María Dukas Láscaris. De este matrimonio nació una hija:
- Beatriz Fadrique de Castilla (c. 1242-1277). Contrajo matrimonio con Tello Alfonso de Meneses, señor de Meneses y de Montealegre, hijo de Alfonso Téllez de Meneses y de Elvira Rodríguez Girón. Posteriormente, contrajo matrimonio con Simón Ruiz de los Cameros, señor de los Cameros, quien fue ejecutado en 1277 junto con el infante Fadrique de Castilla.[1] Falleció sin dejar descendencia y fue sepultada en el Monasterio de San Benito de Sahagún.[22]

Diversas fuentes señalan que el infante Fadrique de Castilla tuvo una serie de hijos ilegítimos, fruto de diversas relaciones extramatrimoniales:
* Alonso Fadrique (c. 1260-d. 1297). Regresó con su padre a España en 1272 y contrajo matrimonio, antes de 1296, con María Ramírez de Queixial, hija de Pedro Peláez de Queixial y de su esposa, María Ramírez Froilaz.[cita requerida]
- Fadrique Fadrique (c. 1260 - ?). Según algunas fuentes[24] no acompañó a su padre y a su hermano en 1272 en su viaje a España, y permaneció en Italia, donde dejó descendencia, entre ellos, un hijo llamado Alfonso.[1] Su nieto paterno fue Fadrique, señor de Troya, padre de Lanzeloto[1] (m. después de 18 de julio de 1394). Una carta datada de 18 de julio de 1394 del rey Juan I de Aragón a su sobrino materno el rey Enrique III de Castilla se refiere a "Lautelot fillo de Frederich de Troya (...) bisnieto del infante Frederich de Castiella (...) su muller e fillos".

El historiador José Pellicer afirmó que Fadrique de Castilla tuvo una hija llamada Teresa Fadrique de Castilla, que supuestamente habría contraído matrimonio con el ricohombre Juan Fernández de Villamayor, señor de la Casa de Villamayor y adelantado mayor de Castilla, aunque dicha afirmación fue desmentida por Salvador de Moxó. Sin embargo, algunas fuentes continúan afirmando que esta hija la tuvo el infante con Katharina Komnene Dukaina, proveniente de la realeza bizantina y búlgara y que habría contraído matrimonio con Juan García Fernández de Villamayor, ricohombre, señor de la Casa de Villamayor y adelantado mayor de Castilla, hijo de Juan García Sarmiento de Villamayor, divisero de Castilla, y María Gómez de Chirinos. Del matrimonio de ambos nació Pedro Fernández de Villamayor, que contrajo matrimonio con María Sarmiento.[cita requerida]

## Ancestros
| \| \| \| \| \| \| \| \| \| \| \| \| \| \| \| \| \| \| \| \| 16. Alfonso VII de León \| \| \| \| \| \| \| \| \| \| \| \| \| \| \| \| \| \| \| \| \| \| \| \| \| \| \| \| \| \| \| \| \| \| \| \| \| \| \| \| \| \| \| \| \| \| \| \| \| \| \| \| \| \| 8. Fernando II de León \| \| \| \| \| \| \| \| \| \| \| \| \| \| \| \| \| \| \| \| \| \| \| \| \| \| \| \| \| \| \| \| \| \| \| \| \| \| \| \| \| \| \| \| \| \| \| \| \| \| \| \| \| \| 17. Berenguela de Barcelona \| \| \| \| \| \| \| \| \| \| \| \| \| \| \| \| \| \| \| \| \| \| \| \| \| \| \| \| \| \| \| \| \| \| \| \| \| \| \| \| \| \| \| \| \| \| \| \| \| \| \| \| \| \| 4. Alfonso IX de León \| \| \| \| \| \| \| \| \| \| \| \| \| \| \| \| \| \| \| \| \| \| \| \| \| \| \| \| \| \| \| \| \| \| \| \| \| \| \| \| \| \| \| \| \| \| \| \| \| \| \| \| \| \| 18. Alfonso I Enríquez \| \| \| \| \| \| \| \| \| \| \| \| \| \| \| \| \| \| \| \| \| \| \| \| \| \| \| \| \| \| \| \| \| \| \| \| \| \| \| \| \| \| \| \| \| \| \| \| \| \| \| \| \| \| 9. Urraca de Portugal \| \| \| \| \| \| \| \| \| \| \| \| \| \| \| \| \| \| \| \| \| \| \| \| \| \| \| \| \| \| \| \| \| \| \| \| \| \| \| \| \| \| \| \| \| \| \| \| \| \| \| \| \| \| 19. Mafalda de Saboya \| \| \| \| \| \| \| \| \| \| \| \| \| \| \| \| \| \| \| \| \| \| \| \| \| \| \| \| \| \| \| \| \| \| \| \| \| \| \| \| \| \| \| \| \| \| \| \| \| \| \| \| \| \| 2. Fernando III de Castilla \| \| \| \| \| \| \| \| \| \| \| \| \| \| \| \| \| \| \| \| \| \| \| \| \| \| \| \| \| \| \| \| \| \| \| \| \| \| \| \| \| \| \| \| \| \| \| \| \| \| \| \| \| \| 20. Sancho III de Castilla \| \| \| \| \| \| \| \| \| \| \| \| \| \| \| \| \| \| \| \| \| \| \| \| \| \| \| \| \| \| \| \| \| \| \| \| \| \| \| \| \| \| \| \| \| \| \| \| \| \| \| \| \| \| 10. Alfonso VIII de Castilla \| \| \| \| \| \| \| \| \| \| \| \| \| \| \| \| \| \| \| \| \| \| \| \| \| \| \| \| \| \| \| \| \| \| \| \| \| \| \| \| \| \| \| \| \| \| \| \| \| \| \| \| \| \| 21. Blanca Garcés de Pamplona \| \| \| \| \| \| \| \| \| \| \| \| \| \| \| \| \| \| \| \| \| \| \| \| \| \| \| \| \| \| \| \| \| \| \| \| \| \| \| \| \| \| \| \| \| \| \| \| \| \| \| \| \| \| 5. Berenguela de Castilla \| \| \| \| \| \| \| \| \| \| \| \| \| \| \| \| \| \| \| \| \| \| \| \| \| \| \| \| \| \| \| \| \| \| \| \| \| \| \| \| \| \| \| \| \| \| \| \| \| \| \| \| \| \| 22. Enrique II de Inglaterra \| \| \| \| \| \| \| \| \| \| \| \| \| \| \| \| \| \| \| \| \| \| \| \| \| \| \| \| \| \| \| \| \| \| \| \| \| \| \| \| \| \| \| \| \| \| \| \| \| \| \| \| \| \| 11. Leonor Plantagenet \| \| \| \| \| \| \| \| \| \| \| \| \| \| \| \| \| \| \| \| \| \| \| \| \| \| \| \| \| \| \| \| \| \| \| \| \| \| \| \| \| \| \| \| \| \| \| \| \| \| \| \| \| \| 23. Leonor de Aquitania \| \| \| \| \| \| \| \| \| \| \| \| \| \| \| \| \| \| \| \| \| \| \| \| \| \| \| \| \| \| \| \| \| \| \| \| \| \| \| \| \| \| \| \| \| \| \| \| \| \| \| \| \| \| 1. Fadrique de Castilla \| \| \| \| \| \| \| \| \| \| \| \| \| \| \| \| \| \| \| \| \| \| \| \| \| \| \| \| \| \| \| \| \| \| \| \| \| \| \| \| \| \| \| \| \| \| \| \| \| \| \| \| \| \| 24. Federico II de Suabia \| \| \| \| \| \| \| \| \| \| \| \| \| \| \| \| \| \| \| \| \| \| \| \| \| \| \| \| \| \| \| \| \| \| \| \| \| \| \| \| \| \| \| \| \| \| \| \| \| \| \| \| \| \| 12. Federico I Barbarroja \| \| \| \| \| \| \| \| \| \| \| \| \| \| \| \| \| \| \| \| \| \| \| \| \| \| \| \| \| \| \| \| \| \| \| \| \| \| \| \| \| \| \| \| \| \| \| \| \| \| \| \| \| \| 25. Judith de Baviera \| \| \| \| \| \| \| \| \| \| \| \| \| \| \| \| \| \| \| \| \| \| \| \| \| \| \| \| \| \| \| \| \| \| \| \| \| \| \| \| \| \| \| \| \| \| \| \| \| \| \| \| \| \| 6. Felipe de Suabia \| \| \| \| \| \| \| \| \| \| \| \| \| \| \| \| \| \| \| \| \| \| \| \| \| \| \| \| \| \| \| \| \| \| \| \| \| \| \| \| \| \| \| \| \| \| \| \| \| \| \| \| \| \| 26. Reinaldo III de Borgoña \| \| \| \| \| \| \| \| \| \| \| \| \| \| \| \| \| \| \| \| \| \| \| \| \| \| \| \| \| \| \| \| \| \| \| \| \| \| \| \| \| \| \| \| \| \| \| \| \| \| \| \| \| \| 13. Beatriz de Borgoña \| \| \| \| \| \| \| \| \| \| \| \| \| \| \| \| \| \| \| \| \| \| \| \| \| \| \| \| \| \| \| \| \| \| \| \| \| \| \| \| \| \| \| \| \| \| \| \| \| \| \| \| \| \| 27. Ágata de Lorena \| \| \| \| \| \| \| \| \| \| \| \| \| \| \| \| \| \| \| \| \| \| \| \| \| \| \| \| \| \| \| \| \| \| \| \| \| \| \| \| \| \| \| \| \| \| \| \| \| \| \| \| \| \| 3. Beatriz de Suabia \| \| \| \| \| \| \| \| \| \| \| \| \| \| \| \| \| \| \| \| \| \| \| \| \| \| \| \| \| \| \| \| \| \| \| \| \| \| \| \| \| \| \| \| \| \| \| \| \| \| \| \| \| \| 28. Andrónico Ducas Ángelo \| \| \| \| \| \| \| \| \| \| \| \| \| \| \| \| \| \| \| \| \| \| \| \| \| \| \| \| \| \| \| \| \| \| \| \| \| \| \| \| \| \| \| \| \| \| \| \| \| \| \| \| \| \| 14. Isaac II Ángelo \| \| \| \| \| \| \| \| \| \| \| \| \| \| \| \| \| \| \| \| \| \| \| \| \| \| \| \| \| \| \| \| \| \| \| \| \| \| \| \| \| \| \| \| \| \| \| \| \| \| \| \| \| \| 29. Eufrosine Castamonitissa \| \| \| \| \| \| \| \| \| \| \| \| \| \| \| \| \| \| \| \| \| \| \| \| \| \| \| \| \| \| \| \| \| \| \| \| \| \| \| \| \| \| \| \| \| \| \| \| \| \| \| \| \| \| 7. Irene Ángelo \| \| \| \| \| \| \| \| \| \| \| \| \| \| \| \| \| \| \| \| \| \| \| \| \| \| \| \| \| \| \| \| \| \| \| \| \| \| \| \| \| \| \| \| \| \| \| \| \| \| \| \| \| \| 30. \| \| \| \| \| \| \| \| \| \| \| \| \| \| \| \| \| \| \| \| \| \| \| \| \| \| \| \| \| \| \| \| \| \| \| \| \| \| \| \| \| \| \| \| \| \| \| \| \| \| \| \| \| \| 15. Irene Paleóloga? \| \| \| \| \| \| \| \| \| \| \| \| \| \| \| \| \| \| \| \| \| \| \| \| \| \| \| \| \| \| \| \| \| \| \| \| \| \| \| \| \| \| \| \| \| \| \| \| \| \| \| \| \| \| 31. \| \| \| \| \| \| \| \| \| \| \| \| \| \| \| \| \| \| \| \| \| \| \| \| \| \| \| \| \| \| \| \| \| \| \| \| \| \| \| \| \| \| \| \| \| \| \| \| \| \| \| \| |                               |  |  |  |  |  |  |  |  |  |  |  |  |  |  |  |
| |                               |  |  |  |  |  |  |  |  |  |  |  |  |  |  |  |
| | 16. Alfonso VII de León       |  |  |  |  |  |  |  |  |  |  |  |  |  |  |  |
| |                               |  |  |  |  |  |  |  |  |  |  |  |  |  |  |  |
| |                               |  |  |  |  |  |  |  |  |  |  |  |  |  |  |  |
| | 8. Fernando II de León        |  |  |  |  |  |  |  |  |  |  |  |  |  |  |  |
| |                               |  |  |  |  |  |  |  |  |  |  |  |  |  |  |  |
| |                               |  |  |  |  |  |  |  |  |  |  |  |  |  |  |  |
| | 17. Berenguela de Barcelona   |  |  |  |  |  |  |  |  |  |  |  |  |  |  |  |
| |                               |  |  |  |  |  |  |  |  |  |  |  |  |  |  |  |
| |                               |  |  |  |  |  |  |  |  |  |  |  |  |  |  |  |
| | 4. Alfonso IX de León         |  |  |  |  |  |  |  |  |  |  |  |  |  |  |  |
| |                               |  |  |  |  |  |  |  |  |  |  |  |  |  |  |  |
| |                               |  |  |  |  |  |  |  |  |  |  |  |  |  |  |  |
| | 18. Alfonso I Enríquez        |  |  |  |  |  |  |  |  |  |  |  |  |  |  |  |
| |                               |  |  |  |  |  |  |  |  |  |  |  |  |  |  |  |
| |                               |  |  |  |  |  |  |  |  |  |  |  |  |  |  |  |
| | 9. Urraca de Portugal         |  |  |  |  |  |  |  |  |  |  |  |  |  |  |  |
| |                               |  |  |  |  |  |  |  |  |  |  |  |  |  |  |  |
| |                               |  |  |  |  |  |  |  |  |  |  |  |  |  |  |  |
| | 19. Mafalda de Saboya         |  |  |  |  |  |  |  |  |  |  |  |  |  |  |  |
| |                               |  |  |  |  |  |  |  |  |  |  |  |  |  |  |  |
| |                               |  |  |  |  |  |  |  |  |  |  |  |  |  |  |  |
| | 2. Fernando III de Castilla   |  |  |  |  |  |  |  |  |  |  |  |  |  |  |  |
| |                               |  |  |  |  |  |  |  |  |  |  |  |  |  |  |  |
| |                               |  |  |  |  |  |  |  |  |  |  |  |  |  |  |  |
| | 20. Sancho III de Castilla    |  |  |  |  |  |  |  |  |  |  |  |  |  |  |  |
| |                               |  |  |  |  |  |  |  |  |  |  |  |  |  |  |  |
| |                               |  |  |  |  |  |  |  |  |  |  |  |  |  |  |  |
| | 10. Alfonso VIII de Castilla  |  |  |  |  |  |  |  |  |  |  |  |  |  |  |  |
| |                               |  |  |  |  |  |  |  |  |  |  |  |  |  |  |  |
| |                               |  |  |  |  |  |  |  |  |  |  |  |  |  |  |  |
| | 21. Blanca Garcés de Pamplona |  |  |  |  |  |  |  |  |  |  |  |  |  |  |  |
| |                               |  |  |  |  |  |  |  |  |  |  |  |  |  |  |  |
| |                               |  |  |  |  |  |  |  |  |  |  |  |  |  |  |  |
| | 5. Berenguela de Castilla     |  |  |  |  |  |  |  |  |  |  |  |  |  |  |  |
| |                               |  |  |  |  |  |  |  |  |  |  |  |  |  |  |  |
| |                               |  |  |  |  |  |  |  |  |  |  |  |  |  |  |  |
| | 22. Enrique II de Inglaterra  |  |  |  |  |  |  |  |  |  |  |  |  |  |  |  |
| |                               |  |  |  |  |  |  |  |  |  |  |  |  |  |  |  |
| |                               |  |  |  |  |  |  |  |  |  |  |  |  |  |  |  |
| | 11. Leonor Plantagenet        |  |  |  |  |  |  |  |  |  |  |  |  |  |  |  |
| |                               |  |  |  |  |  |  |  |  |  |  |  |  |  |  |  |
| |                               |  |  |  |  |  |  |  |  |  |  |  |  |  |  |  |
| | 23. Leonor de Aquitania       |  |  |  |  |  |  |  |  |  |  |  |  |  |  |  |
| |                               |  |  |  |  |  |  |  |  |  |  |  |  |  |  |  |
| |                               |  |  |  |  |  |  |  |  |  |  |  |  |  |  |  |
| | 1. Fadrique de Castilla       |  |  |  |  |  |  |  |  |  |  |  |  |  |  |  |
| |                               |  |  |  |  |  |  |  |  |  |  |  |  |  |  |  |
| |                               |  |  |  |  |  |  |  |  |  |  |  |  |  |  |  |
| | 24. Federico II de Suabia     |  |  |  |  |  |  |  |  |  |  |  |  |  |  |  |
| |                               |  |  |  |  |  |  |  |  |  |  |  |  |  |  |  |
| |                               |  |  |  |  |  |  |  |  |  |  |  |  |  |  |  |
| | 12. Federico I Barbarroja     |  |  |  |  |  |  |  |  |  |  |  |  |  |  |  |
| |                               |  |  |  |  |  |  |  |  |  |  |  |  |  |  |  |
| |                               |  |  |  |  |  |  |  |  |  |  |  |  |  |  |  |
| | 25. Judith de Baviera         |  |  |  |  |  |  |  |  |  |  |  |  |  |  |  |
| |                               |  |  |  |  |  |  |  |  |  |  |  |  |  |  |  |
| |                               |  |  |  |  |  |  |  |  |  |  |  |  |  |  |  |
| | 6. Felipe de Suabia           |  |  |  |  |  |  |  |  |  |  |  |  |  |  |  |
| |                               |  |  |  |  |  |  |  |  |  |  |  |  |  |  |  |
| |                               |  |  |  |  |  |  |  |  |  |  |  |  |  |  |  |
| | 26. Reinaldo III de Borgoña   |  |  |  |  |  |  |  |  |  |  |  |  |  |  |  |
| |                               |  |  |  |  |  |  |  |  |  |  |  |  |  |  |  |
| |                               |  |  |  |  |  |  |  |  |  |  |  |  |  |  |  |
| | 13. Beatriz de Borgoña        |  |  |  |  |  |  |  |  |  |  |  |  |  |  |  |
| |                               |  |  |  |  |  |  |  |  |  |  |  |  |  |  |  |
| |                               |  |  |  |  |  |  |  |  |  |  |  |  |  |  |  |
| | 27. Ágata de Lorena           |  |  |  |  |  |  |  |  |  |  |  |  |  |  |  |
| |                               |  |  |  |  |  |  |  |  |  |  |  |  |  |  |  |
| |                               |  |  |  |  |  |  |  |  |  |  |  |  |  |  |  |
| | 3. Beatriz de Suabia          |  |  |  |  |  |  |  |  |  |  |  |  |  |  |  |
| |                               |  |  |  |  |  |  |  |  |  |  |  |  |  |  |  |
| |                               |  |  |  |  |  |  |  |  |  |  |  |  |  |  |  |
| | 28. Andrónico Ducas Ángelo    |  |  |  |  |  |  |  |  |  |  |  |  |  |  |  |
| |                               |  |  |  |  |  |  |  |  |  |  |  |  |  |  |  |
| |                               |  |  |  |  |  |  |  |  |  |  |  |  |  |  |  |
| | 14. Isaac II Ángelo           |  |  |  |  |  |  |  |  |  |  |  |  |  |  |  |
| |                               |  |  |  |  |  |  |  |  |  |  |  |  |  |  |  |
| |                               |  |  |  |  |  |  |  |  |  |  |  |  |  |  |  |
| | 29. Eufrosine Castamonitissa  |  |  |  |  |  |  |  |  |  |  |  |  |  |  |  |
| |                               |  |  |  |  |  |  |  |  |  |  |  |  |  |  |  |
| |                               |  |  |  |  |  |  |  |  |  |  |  |  |  |  |  |
| | 7. Irene Ángelo               |  |  |  |  |  |  |  |  |  |  |  |  |  |  |  |
| |                               |  |  |  |  |  |  |  |  |  |  |  |  |  |  |  |
| |                               |  |  |  |  |  |  |  |  |  |  |  |  |  |  |  |
| | 30.                           |  |  |  |  |  |  |  |  |  |  |  |  |  |  |  |
| |                               |  |  |  |  |  |  |  |  |  |  |  |  |  |  |  |
| |                               |  |  |  |  |  |  |  |  |  |  |  |  |  |  |  |
| | 15. Irene Paleóloga?          |  |  |  |  |  |  |  |  |  |  |  |  |  |  |  |
| |                               |  |  |  |  |  |  |  |  |  |  |  |  |  |  |  |
| |                               |  |  |  |  |  |  |  |  |  |  |  |  |  |  |  |
| | 31.                           |  |  |  |  |  |  |  |  |  |  |  |  |  |  |  |
| |                               |  |  |  |  |  |  |  |  |  |  |  |  |  |  |  |
| |                               |  |  |  |  |  |  |  |  |  |  |  |  |  |  |  |